# خالد بن عبد الله بن علي آل خليفة
خالد بن عبد الله بن علي آل خليفة من عائلة آل خليفة الحاكمة في مملكة البحرين. والده هو عبد الله بن علي آل خليفة.

## السيرة الذاتية
عمل إداريا في نادي الرفاع الرياضي لرياضة ألعاب القوى. تولى رئاسة الاتحاد البحريني للفروسية من عام 1996. تولى منصب الأمين العام للجنة الأولمبية البحرينية من 2000 إلى 2001. في عام 2010 تم اختياره عضو تنفيذي في الاتحاد الدولي للفروسية. في ديسمبر 2014 فاز بانتخابات منصب نائب رئيس الاتحاد الدولي للفروسية.